# موش جنگلی آریزونا
موش جنگلی آریزونا (نام علمی: Neotoma devia) نام یک گونه از سرده موش کپه‌ساز است.